# Gagrella lateitia
Gagrella lateitia is een hooiwagen uit de familie Sclerosomatidae.